# Rumex obtusifolius
Rumex obtusifolius L., comunemente nota come romice comune o lingua di vacca, è una pianta perenne della famiglia delle Poligonacee.
È originaria dell'Europa, ma si trova in tutti i continenti temperati. L'abbondante dispersione dei semi, le radici a fittone e la capacità di tollerare climi estremi la rendono una specie estremamente invasiva.

## Etimologia

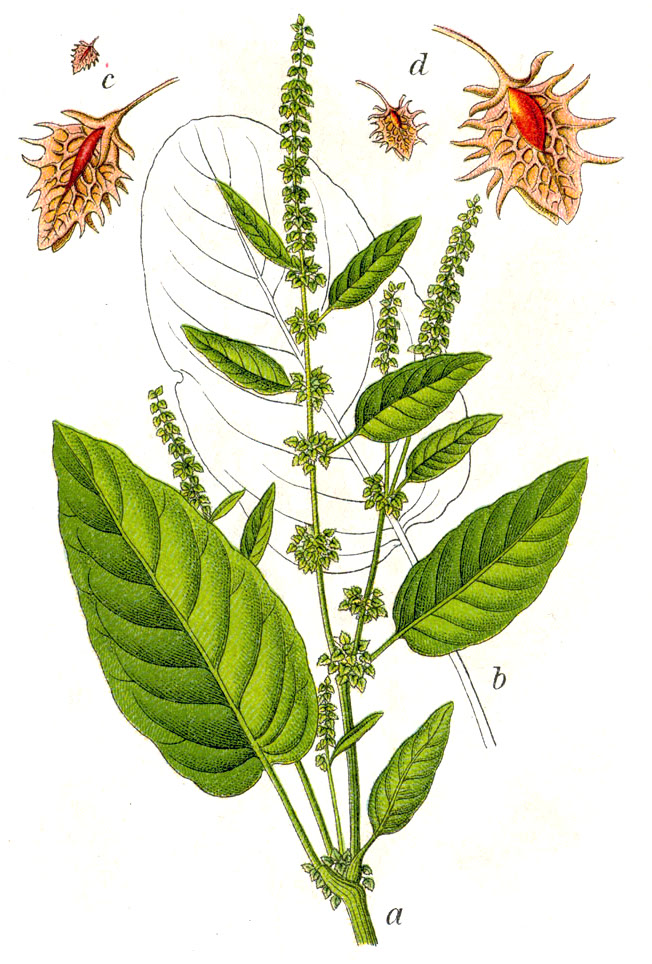
Illustrazione botanica di Rumex obtusifolius.

Il nome, Rumex obtusifolius, fu coniato da Linneo nel XVIII secolo, ed è rimasto immutato da allora. Rumex era il nome dato da Plinio all'acetosa, mentre obtusifolius significa "foglie ottuse".

## Descrizione
Rumex obtusifolius è una pianta erbacea perenne che cresce fino a un'altezza di 40–150 cm. È facilmente riconoscibile per le sue foglie ovali molto grandi con base cuoriforme e punta arrotondata. I margini delle foglie sono leggermente frastagliati o ondulati, la lamina superiore è glabra e quella inferiore può essere papillosa. Le foglie di questa pianta possono crescere fino a circa 30 cm di lunghezza e 15 cm di larghezza. Il fittone è grande, con numerose ramificazioni che si estendono fino a una profondità di 150 cm. Il fusto è duro, spesso rossastro e non ramificato.
Le giunzioni dei piccioli con gli steli sono ricoperte da un'ocrea, una sottile membrana simile alla carta – una caratteristica della famiglia delle Polygonaceae. Le foglie dello stelo sono alterne e strettamente ovato-lanceolate. L'infiorescenza è costituita da grandi grappoli di racemi che contengono piccoli fiori verdastri che virano al rosso man mano che maturano. I segmenti del perianzio sono due, a loro volta ripartiti in tre. I segmenti esterni sono piccoli e rivolti verso l'esterno, quelli interni, ovato-triangolari, formano le valve del frutto. I semi prodotti sono secchi e di colore bruno-rossastro. Questa pianta fiorisce da giugno a settembre.

## Distribuzione e habitat
Rumex obtusifolius è diffusa in tutto il mondo. È una pianta che cresce facilmente su prati, terreni incolti, bordi stradali, fossati, coste, argini dei fiumi, radure forestali e frutteti.
Le plantule possono essere identificate dalle foglie ovali con steli rossi e dalle foglie arrotolate che spuntano dal centro della pianta. La rigenerazione dalla rosetta avviene solitamente in primavera.

## Usi
Le foglie della pianta possono essere consumate come insalata o cotte come gli spinaci ma anche infuse per preparare un brodo vegetale. Contengono acido ossalico che può essere pericoloso se consumato in grandi quantità. La foglia, strizzata per estrarne un po' di linfa, può anche essere strofinata sulla pelle per contrastare il prurito provocato dallo sfregamento contro una pianta di ortica. I semi essiccati sono usati come spezia. In Turchia, Romania e Grecia le foglie sono talvolta utilizzate come alternativa ad altre piante nella preparazione del sarma.